# Histoire des Juifs dans la Haute-Saône
L'Histoire des Juifs dans la Haute-Saône débute durant le Haut Moyen Âge. À cette époque, les Juifs du Bailliage d'Amont (actuelle Haute-Saône) sont principalement commerçants. Après la guerre franco-prussienne de 1870, le département accueille de nombreux Juifs qui ont fui l'Alsace. Au cours de la Seconde Guerre mondiale, la majorité des Juifs de Haute-Saône sont déportés.
Le département compte plusieurs anciennes synagogues, notamment celle de Vesoul ainsi que plusieurs cimetières juifs tels que ceux de Vesoul et de Gray.

## Histoire

### Depuis le Moyen Âge
Au Moyen Âge, plusieurs communautés juives existent dans le bailliage d'Amont (actuelle Haute-Saône) telles qu'à Fondremand, à Montbozon, à Port-sur-Saône et à Apremont. La plus importante est celle de Vesoul, animée par la famille Héliot, riches commerçants juifs travaillant dans le négoce et dans les affaires bancaires.
En 1348, la peste noire se propage à Vesoul ainsi que dans plusieurs villages aux alentours ; la croyance se répand que la maladie est due aux fontaines contaminées. De nombreuses accusations d'empoisonnement des puits contre les Juifs font leur apparition dans toute la région.
Après la guerre franco-prussienne de 1870 et l'émigration de Juifs alsaciens vers la France et particulièrement Vesoul, un rabbinat y est créé et la ville accueille quelques rabbins renommés, dès 1871. Vesoul est proposé par le gouvernement pour devenir le siège d'un consistoire régional en 1872. En 1875, la synagogue de Vesoul est édifiée dans la cité. En 1896, le siège du Coistoire régional est transféré de Vesoul à Épinal.
À la fin du XIXe siècle, dans certaines localités comme Gray et Luxeuil-les-Bains commencent à se développer de petites communautés juives. Le 19 octobre 1906, l’association cultuelle israélite d'Héricourt est fondée; elle est alors composée de 44 membres.

### Déroulement
Durant la Seconde Guerre mondiale, en juin 1940, les Allemands entrent dans le département qui figure en zone occupée. De nombreux Juifs quittent la Haute-Saône pour se réfugier dans le sud de la France. Les villes de Vesoul et de Gray avaient pour maires des personnes juives dont René Weil (de 1934 à 1940 puis de 1944 à 1945) ou Moïse Lévy ; ces dernières doivent quitter leurs postes parce que de confession juive. Le 27 septembre 1940, paraît la première ordonnance allemande contre les Juifs à travers le « Statut des Juifs ». Le 15 octobre 1940, un recensement de l'intégralité des Juifs de Haute-Saône est réalisé par le préfet. Sont ainsi dénombrées 43 familles juives à Héricourt. De multiples interdictions leur sont imposées, notamment aux commerçants. En juillet 1941, 248 Juifs sont comptabilisés dans la Haute-Saône. 
Entre le 4 mars 1942 et le 3 mai 1944, pas moins de 107 personnes juives de Haute-Saône sont arrêtées par la police et par la gendarmerie françaises, puis déportées et majoritairement exterminées,. 
Le « 13 juillet 1942, par télégramme, le Préfet régional fait savoir au Préfet de la Haute-Saône que les Juifs nécessiteux, estropiés ou les enfants qui resteraient après le départ de leurs parents ne peuvent être secourus que par l’association juive "Union Générale des Israélites de France", à l’exclusion de toute autre, même la Croix Rouge ».
Un nouveau recensement des Juifs, enfants et adultes, valides et infirmes, de la Haute-Saône a lieu le 14 juillet 1942, qui dénombre près de 200 Français, moins d'une vingtaine d'étrangers (Allemands, Polonais, Hongrois, Roumains) et 10 Juifs mariés à des « Aryens ».

### Lieux d'internement
Les camps et les lieux d'internement des différents pourchassés de la Haute-Saône se situent au camp de Vesoul (70000), au Frontstalag 141 et 194Z de Vesoul, au centre de rassemblement de Jussey (70500), et à la maison d'arrêt de Mont-de-Marsan (40000).

### Justes parmi les Nations
Pour avoir sauvé des vies juives durant cette période, quatorze personnes sont reconnues Justes parmi les Nations en Haute-Saône par l'institut Yad Vashem : Henry de Menthon (Saint-Loup-lès-Gray), Jeanne Louis (Ouge), Jeanne Mignotet Hatier (Champlitte-et-le-Prélot), Georges Mignotet (Champlitte-et-le-Prélot), Louise Doll (Grenoble, Vesoul), Paul-Julien Doll (Grenoble, Vesoul), Janine Marty (Ouge, Paris), Marcel Marty (Ouge, Paris), Olga Marty (Ouge, Paris), Armand Parisey (Venisey), Mathilde Parisey (Venisey), Jeanne Felten (Héricourt, Soultz-Haut-Rhin), Louis Felten (Héricourt), Ernest Wittwer (Vereux),.

## Architecture juive

### Synagogues

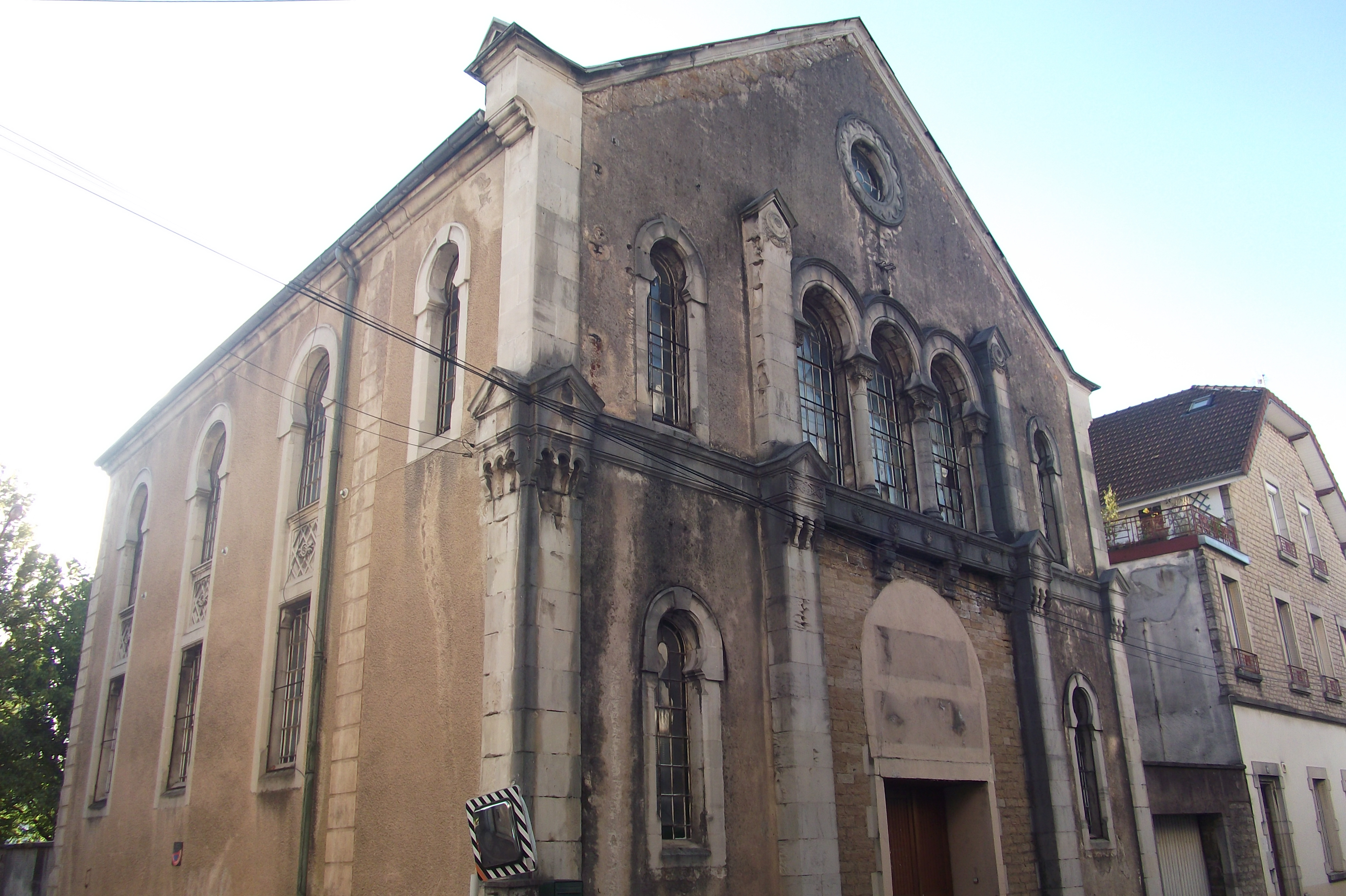
Synagogue de Vesoul

#### Synagogue de Vesoul
Vesoul a eu plusieurs synagogues dans son histoire. Au Moyen Âge, il y en avait une située Grande-rue (ancienne rue d'Alsace-Lorraine). L'actuelle synagogue de Vesoul se trouve au 11 bis rue du Moulin-des-Prés, non loin du quartier du Vieux-Vesoul. De forme rectangulaire, elle est d'architecture mauresque. Construite en 1875, la synagogue est désaffectée depuis 1945. Elle est inscrite au titre des monuments historiques depuis le 5 décembre 1984.
Les rabbins de Vesoul
- 1872 - 1887 : Isaac Lévy[18]
- 1888 - 1896 : Moïse Schuhl[19]
- 1897 - 1902 : Isaac Schwartz[20],[21],[22]
- 1903 - 1908 : Justin Schuhl[23]

### Cimetières

#### Cimetière juif de Vesoul

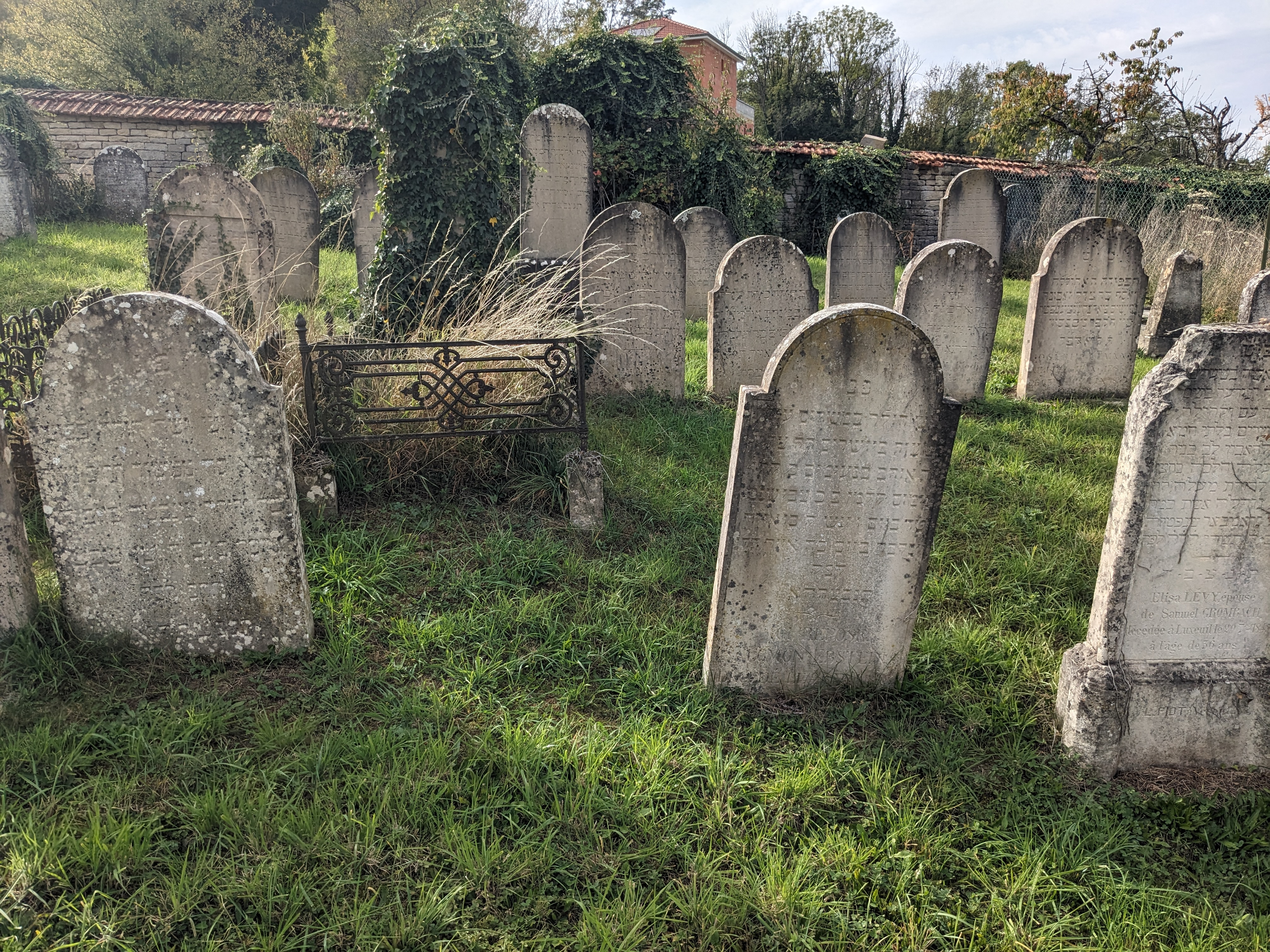
Tombes du cimetière juif de Vesoul

Situé dans l'est de la ville, à un kilomètre du centre historique, le cimetière juif de Vesoul, d'une superficie de 18,5 ares, abrite environ 350 sépultures,. 
Acquis dès 1832 par la communauté israélite de Vesoul, le cimetière est d'abord agrandi en 1845, puis en 1886. Au XIXe siècle, la communauté juive locale perd de l'ampleur et demande à la mairie de se charger de l'entretien du cimetière, en échange de rétributions financières. Au XXe siècle, le cimetière à l'abandon est fermé au public, bien que des inhumations aient encore occasionnellement lieu. La mairie de Vesoul le restaure en 2023.

#### Cimetière juif de Gray
Le cimetière juif de Gray est aménagé en 1857. Il abrite de nombreuses sépultures de la communauté juive de Gray.

## Personnalités juives liées à la Haute-Saône
Héliot de Vesoul était un riche banquier du XIIIe siècle qui faisait crédit aux pauvres.
Parmi les personnalités haut-saônoises importantes, on peut citer Manessier de Vesoul au XIVe siècle, receveur principal royal pour les Juifs en langue d'oïl, jusqu'en 1375,.
Paul Strauss, homme politique né à Ronchamp le 23 septembre 1852 était fils de marchand drapier juif. Aussi, quelques rabbins réputés ont occupé leurs postes dans la Haute-Saône tels que Isaac Lévy et Moïse Schuhl.
Plusieurs personnalités de confession juive sont nées, décédées ou ont travaillé dans la Haute-Saône.
Né le 31 juillet 1914 à Vesoul, Raymond Aubrac est un résistant sous l'Occupation allemande, pendant la Seconde Guerre mondiale. Scolarisé au collège Gérôme de Vesoul, il est fils de commerçants juifs aisés et propriétaires d'un magasin de confection à Vesoul,,. En 1992, il est nommé citoyen d'honneur de la ville de Vesoul.

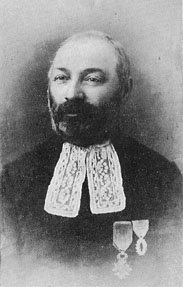
Isaac Lévy
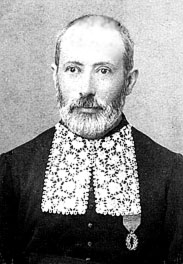
Moïse Schuhl
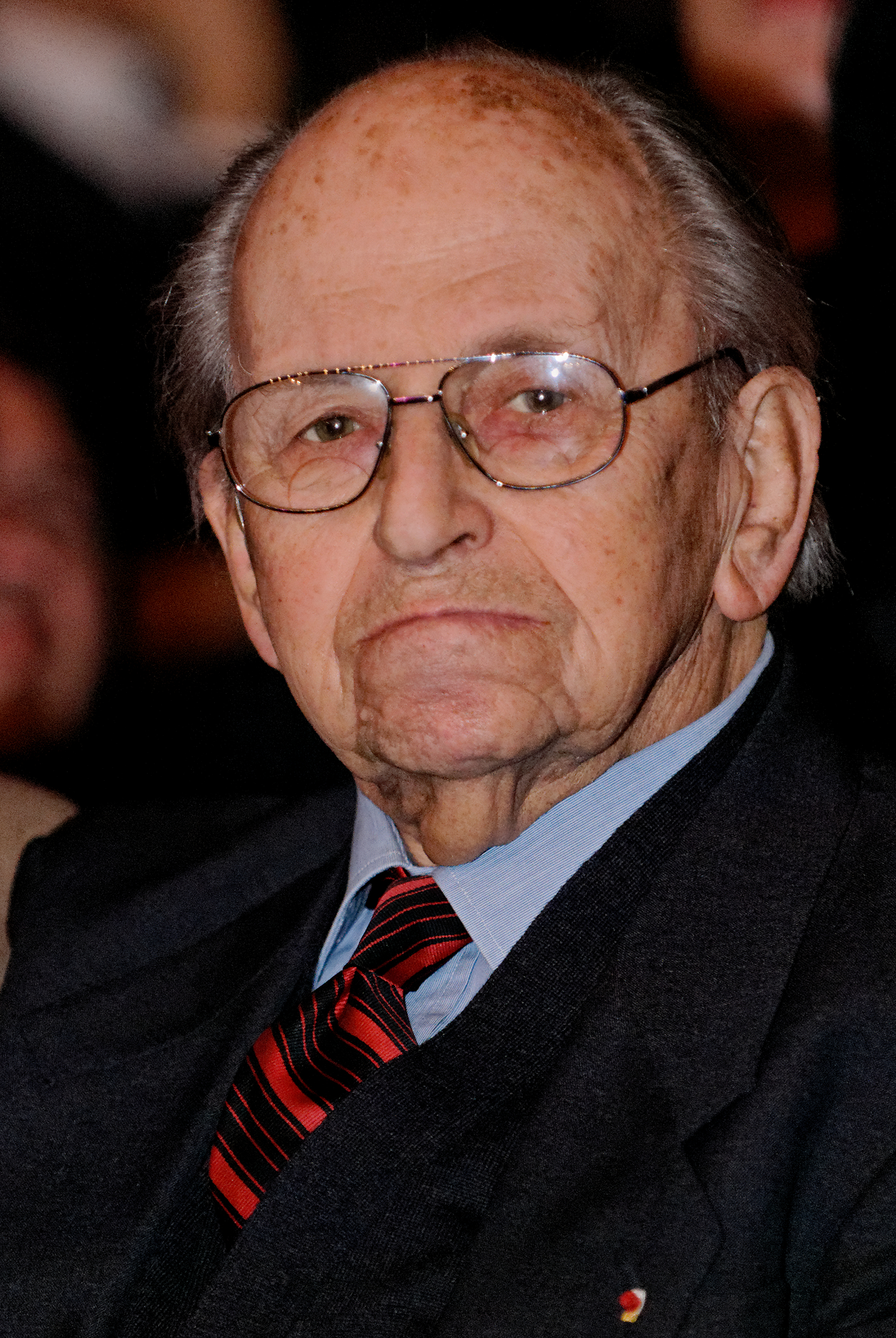
Raymond Aubrac